# Filipionki
Der Filipionki ist ein Berg in Polen. Mit einer Höhe von 779 m ist er einer der niedrigeren Berge  im Czantoria-Kamm in den Schlesischen Beskiden. Der Gipfel gehört zum Gemeindegebiet von Koniaków.  

## Tourismus
- Auf den Gipfel führen keine markierten Wanderwege.